# Grand Ledge
Grand Ledge é uma cidade localizada no estado americano de Michigan, no Condado de Clinton e Condado de Eaton.

## Demografia
Segundo o censo americano de 2000, a sua população era de 7813 habitantes.
Em 2006, foi estimada uma população de 7718, um decréscimo de 95 (-1.2%).

## Geografia
De acordo com o United States Census Bureau tem uma área de
9,4 km², dos quais 9,2 km² cobertos por terra e 0,2 km² cobertos por água.

## Localidades na vizinhança
O diagrama seguinte representa as localidades num raio de 16 km ao redor de Grand Ledge.